# Astrosociología
La astrosociología, sociología del espacio exterior o sociología del universo es el estudio de la relación entre el espacio exterior, los lugares extraterrestres y el universo y la sociedad en general. Es un estudio interdisciplinario entre las ciencias relacionadas con el espacio y la sociología que busca comprender el impacto de la sociedad humana fuera de nuestro sistema planetario actual.
La astrosociología se centra en la exploración espacial y cuestiones relacionadas junto con las dimensiones sociales y culturales del espacio ultraterrestre desde el punto de vista de la civilización humana.

## Historia
La astrosociología comenzó como un subcampo y área de estudio interdisciplinaria en 2003 para investigar la relación bidireccional que existe entre el espacio exterior y la sociedad, o los fenómenos astrosociales (por ejemplo, los patrones sociales, culturales y de comportamiento relacionados con el espacio exterior).
En 2008, Jim Pass creó el Instituto de Investigación de Astrosociología (ARI) como un centro de investigación sin fines de lucro para avanzar en el campo de la astrosociología.

## Áreas de investigación

### Comercialización del espacio
Se puede ver que el proceso y el fenómeno de la globalización se están expandiendo más allá de nuestro sistema planetario y hacia la comercialización espacial. Los impulsos de mercado del capitalismo y el neoliberalismo presentan el espacio como un recurso sin explotar para la mercantilización. Esto presenta un cambio de la carrera espacial y la astropolítica de la Guerra Fría a una nueva era de comercialización espacial. Ejemplos de esto vistos en Blue Origin y SpaceX que ofrecen servicios de contrato privado para agencias gubernamentales como la NASA.

### Vida extraterrestre
La existencia de vida extraterrestre, la vida fuera de la Tierra, es una búsqueda científica en curso, así como un debate social. La astrobiología y la geología planetaria son algunas de las disciplinas interesadas en encontrar vida en otras partes del espacio. La astrosociología los cruza explorando las dimensiones sociales de encontrar vida extraterrestre, explorando el impacto de los sistemas humanos a través de lo religioso y lo económico.
También hay investigaciones sobre cómo estos lugares extraterrestres y la vida potencial se interrelacionan con nuestro propio mundo, con los sistemas ambientales y ecológicos globales aquí en la Tierra, y viceversa. Esta relación potencial del espacio y los lugares extraterrestres que afectan a nuestra sociedad, humanidad y humanos tal como nos conocemos a nosotros mismos junto con nuestro impacto en otros lugares juega un paradigma astrosociologcial en curso dentro de la investigación.

### Civilizaciones humanas más allá de la Tierra
Un enfoque de la astrosociología es la presencia de poblaciones humanas fuera de los confines de la Tierra. Un artículo presentado en el Instituto Americano de Física (AIP) por Jim Pass en 2006 esbozó: «Por varias razones, la construcción de una sola colonia espacial representa una realidad social futura que probablemente se desarrolle repetidamente a medida que avanza el siglo XXI».
Las ramificaciones de los entornos sociales más allá de la Tierra, con el avance de nuevas tecnologías y programas logísticos como SpaceX y Deep Space Transport, crean preguntas para la continuación de la sociedad fuera de la Tierra. Un tema destacado se encuentra en torno al tiempo y cómo se entiende el paso del tiempo fuera del ciclo día-noche aquí en la Tierra.
La existencia humana fuera de la Tierra crea nuevas áreas de dimensiones astrosociales y astropolíticas que nuestras sociedades nunca han experimentado hasta ahora. La astrosociología presenta el espacio actualmente como un factor extrasocial (por ejemplo, no relacionado con nuestro mundo social), como una construcción social fuera de nuestra experiencia social y como un factor relacionado basado en la opinión pública. A medida que nuestras exploraciones en el espacio continúan rompiendo la dura división de la sociedad y el universo, el espacio se convierte cada vez más en un factor social dentro de nuestras experiencias sociales.

### Exploración espacial
Comprender la expansión futura en lugares como la Luna, Marte y otros lugares fuera de la Tierra necesita una reflexión sobre los factores sociológicos a lo largo de las fases de exploración. Un ejemplo de esto es observar las exploraciones espaciales pasadas y la dinámica social, desde las relaciones de liderazgo entre los astronautas hasta la programación del trabajo y el descanso, para proporcionar una visión sociológica de las futuras misiones de exploración espacial. A medida que los humanos permanecen en una fase de era de exploración espacial y viajes, el enfoque astrosociológico a menudo se centra en los aspectos micro sociales del espacio que se crean en situaciones como la Estación Espacial Internacional y futuras misiones espaciales.